# Laurent Cadot
Laurent Cadot (Aurillac, 26 agosto 1983) è un canottiere francese.

## Biografia
Ha iniziato a remare con l'ACBB Aviron. È membro del Boulogne 92, dopo aver trascorso più di 10 anni nel Cercle Nautique Verdunois. 
È sposato con Anouchka e ha 2 figli. 
Ha rappresentato la Francia ai Giochi olimpici estivi di Atene 2004 classificandosi 6º nell'otto, con Donatien Mortelette, Bastien Ripoll, Bastien Gallet, Julien Peudecoeur, Jean-Baptiste Macquet, Anthony Perrot, Jean-David Bernard e Christophe Lattaignant.
Agli europei di Schinias 2008 e Brest 2009 ha guadagnato il bronzo nel due senza, assieme a Jean-David Bernard.
Ha fatto la sua seconda apparizione olimpica a Pechino 2008 classificandosi 9º due senza, con Erwan Perón.
Dopo i gravi problemi di salute del 2012 (ha contratto un'infezione nosocomiale), che lo hanno privato della possibilità di partecipare ai Giochi olimpici di Londra 2012, è riuscito a tornare ai massimi livelli vincendo una medaglia di bronzo ai mondiali di Chungju 2013 nel due con, assieme a Matthieu Moinaux e Benjamin Manceau.
Ha partecipato ai mondiali di Račice 2022, vincendo l'oro nel PR3Mix2x e il bronzo nel PR3Mix4+.

## Palmarès

### Canottaggio
- Mondiali

Chungju 2013: bronzo nel 2 con;
- Europei

Schinias 2008: bronzo nel 2 senza;
Brest 2009: bronzo nel 2 senza;

### Paracanoa
- Mondiali

Račice 2022: oro nel PR3 Mix2x; bronzo nel PR3 Mix4+;
- Europei

Monaco di Baviera 2022: argento nel PR3 Mix4+;